# Токське
То́кське (рос. Токское) — село у складі Червоногвардійського району Оренбурзької області, Росія.

## Населення
Населення — 651 особа (2010; 707 у 2002).
Національний склад (станом на 2002 рік):
- росіяни — 53 %